# Bir Foda
Bir Foda (în arabă بير الفضة) este o comună din provincia M'Sila, Algeria.
Populația comunei este de 4.258 de locuitori (2008).